# Salomon Heine

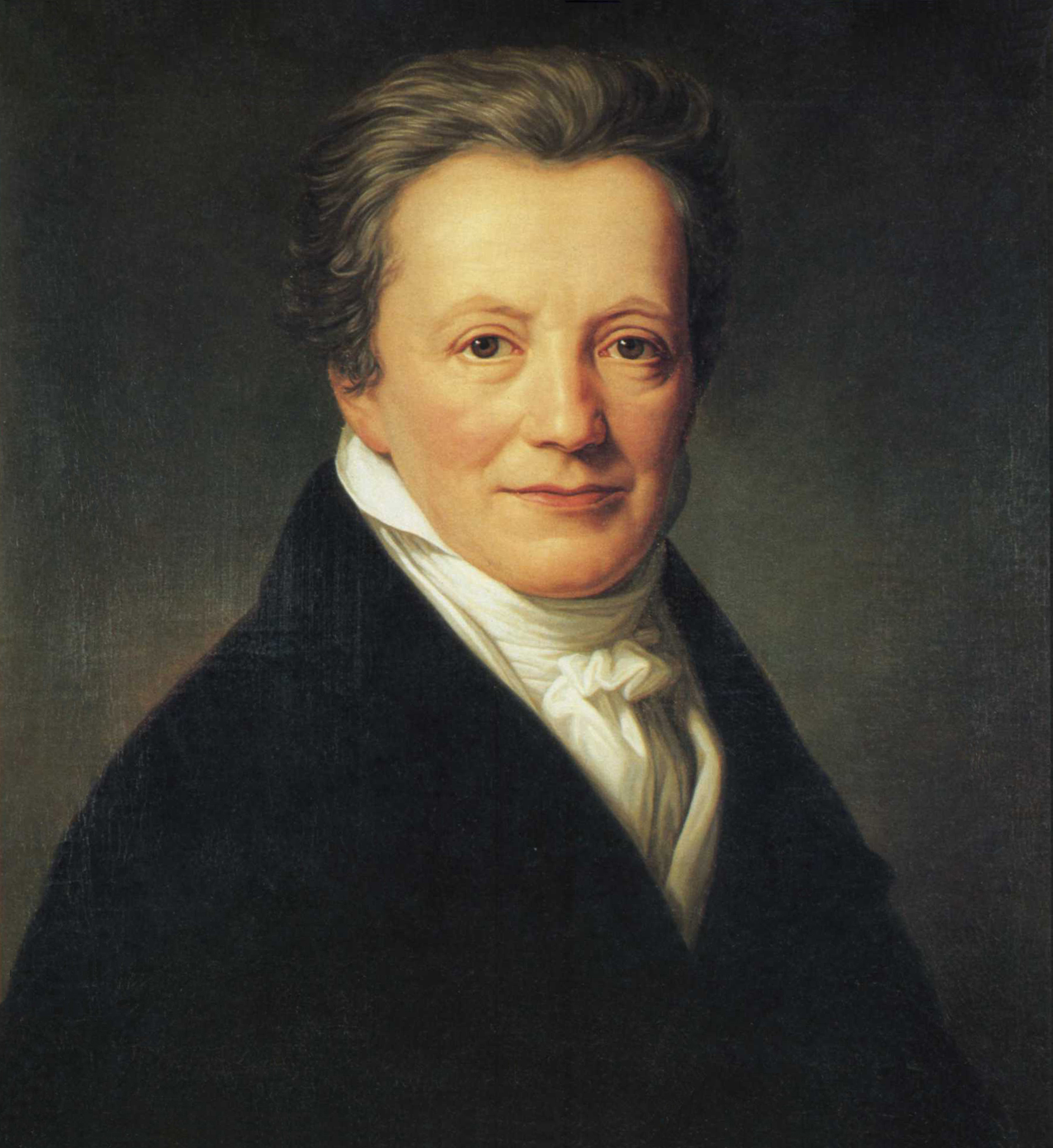
Salomon Heine auf einem Gemälde von Carl Gröger

Salomon Heine (geboren am 19. Oktober 1767 in Hannover; gestorben am 23. Dezember 1844 in Hamburg) war ein wohlhabender Hamburger Kaufmann und Bankier. Er kam 1784 mittellos in Hamburg an und erwarb in den folgenden Jahren ein beträchtliches Vermögen. Bekannt wurde er als Wohltäter in Hamburg und Förderer seines Neffen, des Dichters Heinrich Heine. Man nannte ihn wegen seines Reichtums den „Rothschild von Hamburg“.

## Leben

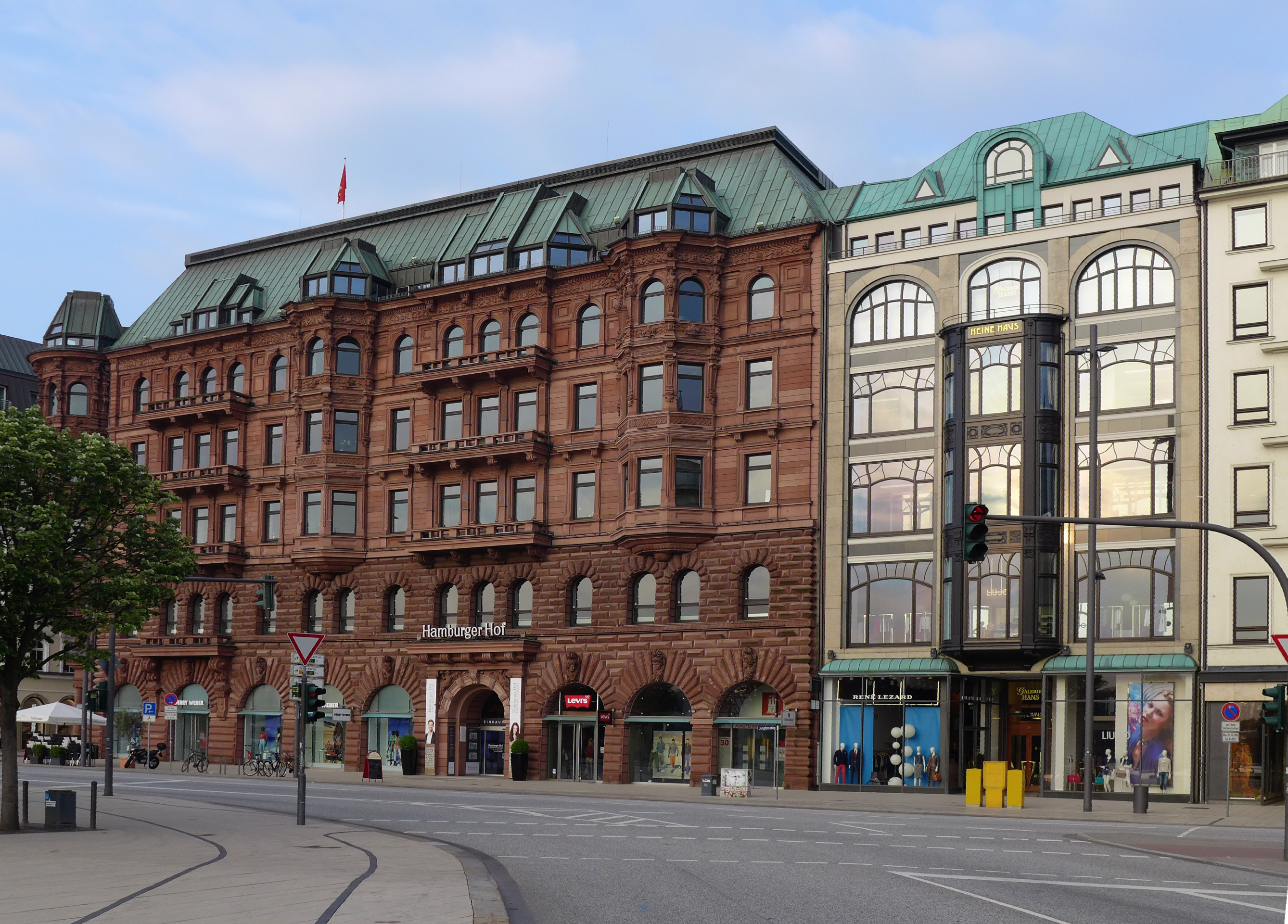
Links der Hamburger Hof, rechts das Heine-Haus am Jungfernstieg

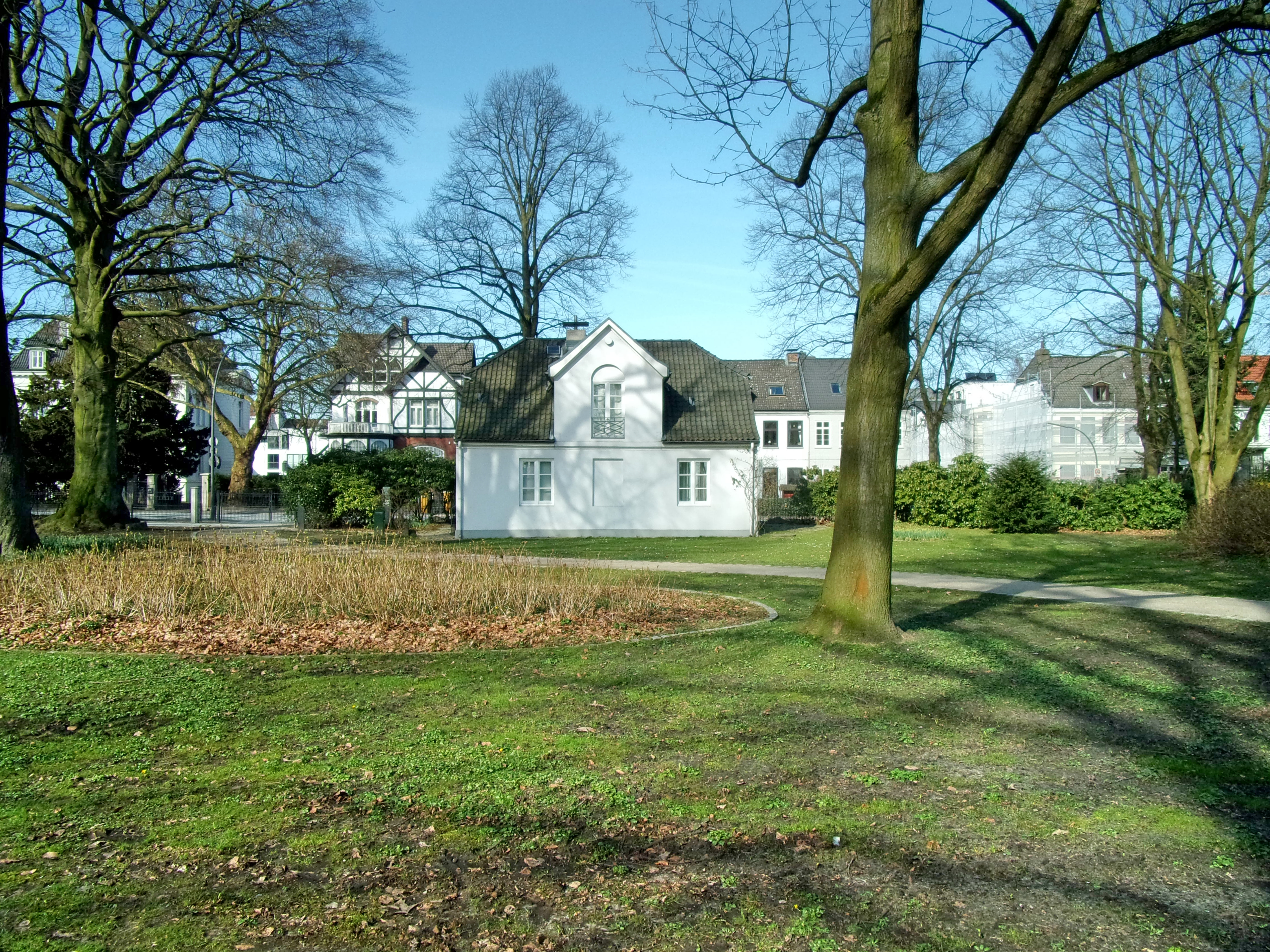
Heine-Haus in Ottensen

Heine lernte das Bankgeschäft im Bankhaus Popert in Hamburg. Er machte sich anschließend als Wechselmakler selbstständig und agierte in enger Zusammenarbeit mit Emanuel Anton von Halle. 1797 gründete er dann zusammen mit Marcus Abraham Heckscher (1770–1823) das Privatbankhaus Heckscher & Co.
Im Jahr 1818, inzwischen alleiniger Geschäftsführer, änderte er den Namen der Firma in Salomon Heine. In den folgenden Jahren stieg er zu einem der erfolgreichsten Hamburger Bankiers seiner Zeit auf. Seit Mitte der 1820er Jahre lebte und arbeitete er im später so genannten Heine-Haus am Jungfernstieg (heutige Adresse Jungfernstieg 34). Sein Landhaus hatte er im westlich von Hamburg und Altona gelegenen Ottensen (heutige Adresse: Elbchaussee 31). Das zugehörige Gartenhaus ist heute ein Veranstaltungsort ebenfalls mit dem Namen Heine-Haus.

### Förderer des Dichters Heinrich Heine
Salomon Heine ließ den jungen Heinrich Heine in seinem Bankhaus Heckscher & Co. in Hamburg in die Lehre gehen und ermöglichte ihm anschließend die Selbstständigkeit mit dem Tuchgeschäft Harry Heine & Comp. Heine jedoch, der sich in Salomons Tochter Amalie verliebt hatte, widmete sich schon damals lieber der Dichtkunst und zeigte wenig Interesse für das Geschäft. Schon nach kurzer Zeit musste er Konkurs anmelden. Salomon Heine war verärgert, dass sich sein Neffe der in seinen Augen brotlosen Kunst des Dichtens widmete. In dem Ausspruch „Hätt’ er gelernt was Rechtes, müsst er nicht schreiben Bücher“ ist dieses Unverständnis überliefert. Der Bankier finanzierte trotz allem dessen Jurastudium und unterstützte ihn durch regelmäßige Geldzahlungen. Nach Salomons Tod stellte sein Sohn Carl diese Zahlungen zunächst ein, so dass es zu einem Erbschaftsstreit mit seinem Cousin Heinrich kam.

### Wohltäter Hamburgs
Salomon Heines Großzügigkeit und seine Bedeutung als Wohltäter kommen in einer Anekdote zum Ausdruck: Vertreter eines Ordens, die beabsichtigten, ein Krankenhaus zu errichten, baten vermögende Hamburger um Geld für ihr Vorhaben. Der Orden wurde aufgefordert, zuerst bei dem jüdischen Bankier Heine vorzusprechen. Sie erklärten sich bereit, die gleiche Summe zu spenden wie Heine und einen Taler mehr.
Die Ordensleute berichteten Salomon Heine von der Reaktion der anderen wohlhabenden Bürger. Heine ließ sich den Preis für das Krankenhaus nennen und bezahlte davon genau die Hälfte. Die übrigen Kaufleute, die an ihr Wort gebunden waren, mussten also die restlichen Kosten für das Krankenhaus übernehmen.
Adolph Kohut erzählt diese Anekdote anders, und zwar wie folgt:

„Als die Ottenser einst eine Schule errichten wollten und zu diesem Zwecke eine öffentliche Kollekte veranstalteten, wandten sie sich zunächst an Salomon Heine mit der Bitte, die Subskriptionsliste zu eröffnen. Er bemerkte, es würde sich sonderbar ausnehmen, wenn er als Jude an der Spitze stände, und er ersuchte deshalb die Kollektirenden, sich zunächst an einige der begütertsten christlichen Einwohner Hamburgs zu wenden, den fehlenden Rest des nöthigen Geldes solle man dann bei ihm einziehen. Die Liste wanderte sofort zu einem Nachbarn des Hamburger Krösus, der, von dem Vorhergegangenen in Kenntniss gesetzt, sogleich die Hälfte der erforderlichen Summe zeichnete und zwar mit der Randglosse: ‚Aus christlicher Liebe‘. Nun kam der Bogen wieder zu Heines Händen, und dieser zeichnete die zweite Hälfte des Baukapitals mit der Bemerkung: ‚Aus jüdischer Liebe‘.“

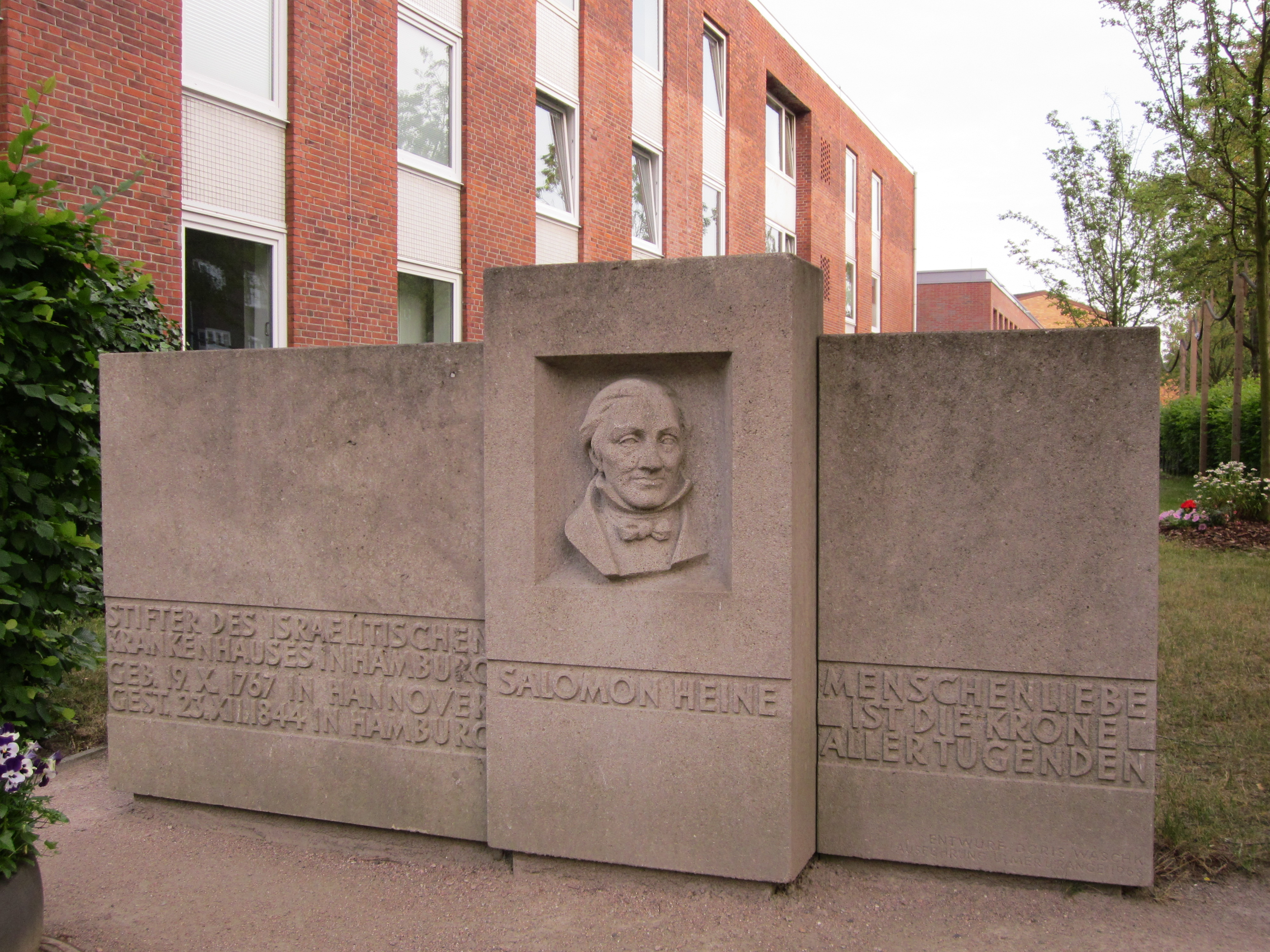
Gedenkstein für Salomon Heine am Neubau des von ihm gestifteten Israelitischen Krankenhauses

Darüber hinaus wirkte der Bankier Heine zeit seines Lebens als Mäzen und beteiligte sich nach dem verheerenden Brand Hamburgs 1842 mit seinem Privatvermögen am Wiederaufbau der Hansestadt. Unter anderem gab er bekannt, dass er von jedem in Not geratenen Kaufmann Wechsel bis zu 15.000 Mark Banco annehme. Ferner stiftete er das Israelitische Krankenhaus in Erinnerung an seine 1837 verstorbene Frau Betty. Heinrich Heine würdigte diese Stiftung seines Onkels mit dem Gedicht Das neue israelitische Hospital zu Hamburg, das 1844 in der Sammlung Neue Gedichte erschien. Darin heißt es:
(...)

Der theure Mann! Er baute hier ein Obdach

Für Leiden, welche heilbar durch die Künste

Des Arztes, (oder auch des Todes!), sorgte

Für Polster, Labetrank, Wartung und Pflege –

Ein Mann der That, that er, was eben thunlich;

Für gute Werke gab er hin den Taglohn

Am Abend seines Lebens, menschenfreundlich,

Durch Wohlthun sich erholend von der Arbeit.

(...)
Die Patriotische Gesellschaft ernannte Heine 1843 zum Ehrenmitglied. Sie hatte zuvor nie einen bekennenden Juden aufgenommen.
Was diese Ausnahmepersönlichkeit für Hamburg wirklich bedeutet hatte, zeigte sich eindrucksvoll bei seiner Beerdigung: „Sie geriet zu einer stummen Demonstration seiner verbindenden Popularität. Tausende Hamburger, Juden wie Christen, begleiteten ihn auf seinem letzten Weg nach Ottensen“.
In seinem Testament bedachte Heine seine Arbeiter und Angestellten und stiftete 8000 Courantmark zum Wiederaufbau zweier Kirchen.
1865 wurde in Hamburg die Heinestraße nach Salomon Heine benannt. Unter den Nationalsozialisten wurde die Straße 1938 in Hamburger Berg umbenannt. Eine Initiative für einen erneuten Namenswechsel blieb bisher erfolglos. Seit 1967 verläuft der Salomon-Heine-Weg in den Stadtteilen Eppendorf und Alsterdorf.

## Bankhaus Salomon Heine
Das Bankhaus mit dem Namen Salomon Heine wurde nach Salomon Heines Tod durch dessen Sohn Carl Heine (1810–1865) weitergeführt und ging erst nach dem Tod des letzteren in Liquidation.